# أذنان منخفضتا الوضع
الأذنان منخفضتا الوضع (بالإنجليزية: Low-set ears)‏ هو شُذوذ طَفيف في مَوقع الأُذن حيثُ تتواجد أسفل مَوقعها الطبيعي، وتُعتبر الأذن مُنخفضة الوضع في حالة التقاء حلز الأذن مَع الجمجمة أسفل الخط العرضي المار في موق العين الداخلي (الزوايا الداخلية للعين). عادةً ما تُصيب هذه الحالة كِلتا الأذنين، ولكن قد تُصيب أذن واحدة في متلازمة جولدينهار.
من الممكن أن ترتبط هذه الحالة بعدد من الأمراض الأُخرى، مِثل:
- متلازمة داون.[5]
- متلازمة تيرنر.
- متلازمة نونان.[6]
- متلازمة باتو.[7]
- متلازمة دي جورج.[8]
- متلازمة المواء.
- متلازمة إدوارد.